# Schiffshebewerk Niederfinow
Das Schiffshebewerk Niederfinow wurde am 21. März 1934 in Betrieb genommen und ist das älteste noch arbeitende Schiffshebewerk Deutschlands. Es liegt am östlichen Ende des Oder-Havel-Kanals in Niederfinow/Brandenburg und überwindet den Höhenunterschied von 36 Metern zwischen der Scheitelhaltung und der Oderhaltung der Bundeswasserstraße Havel-Oder-Wasserstraße, für die das Wasserstraßen- und Schifffahrtsamt Oder-Havel zuständig ist. Das Schiffshebewerk Niederfinow ist integraler Bestandteil der internationalen Wasserstraße E70 von Rotterdam (Niederlande) bis nach Klaipėda (Litauen).
Das Bauwerk ist ein geschütztes Industriedenkmal nach der Haager Konvention zum Schutz von Kulturgut bei bewaffneten Konflikten. Im Dezember 2007 erhielt es die von der Bundesingenieurkammer erstmals verliehene Auszeichnung Historisches Wahrzeichen der Ingenieurbaukunst in Deutschland.
Parallel zum bisherigen Hebewerk wurde das Schiffshebewerk Niederfinow Nord errichtet, das für größere Schiffe geeignet ist. Es wurde 2022 eingeweiht.

## Geschichte

### Entstehungsgeschichte (1906–1927)

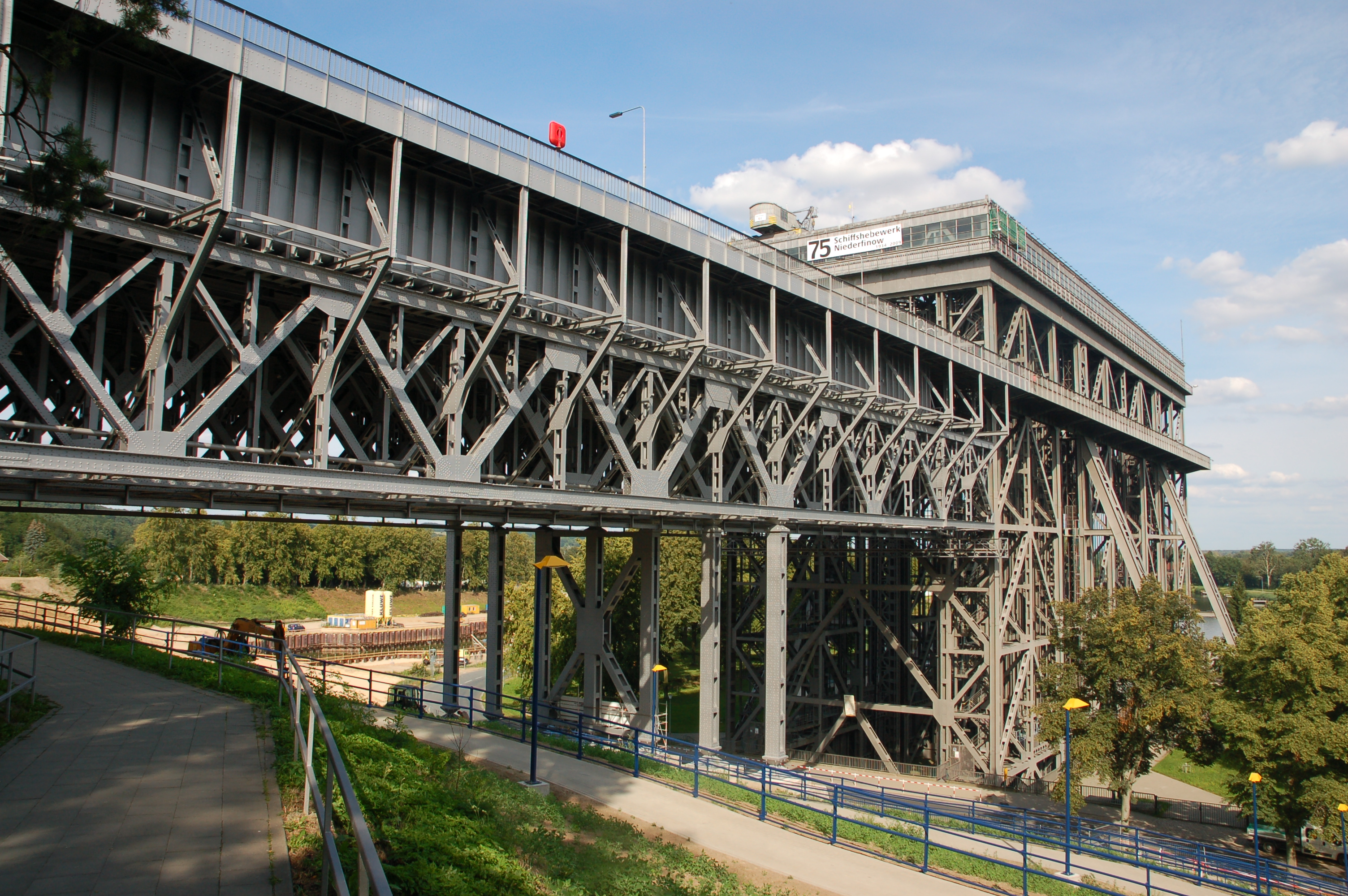
Kanalbrücke

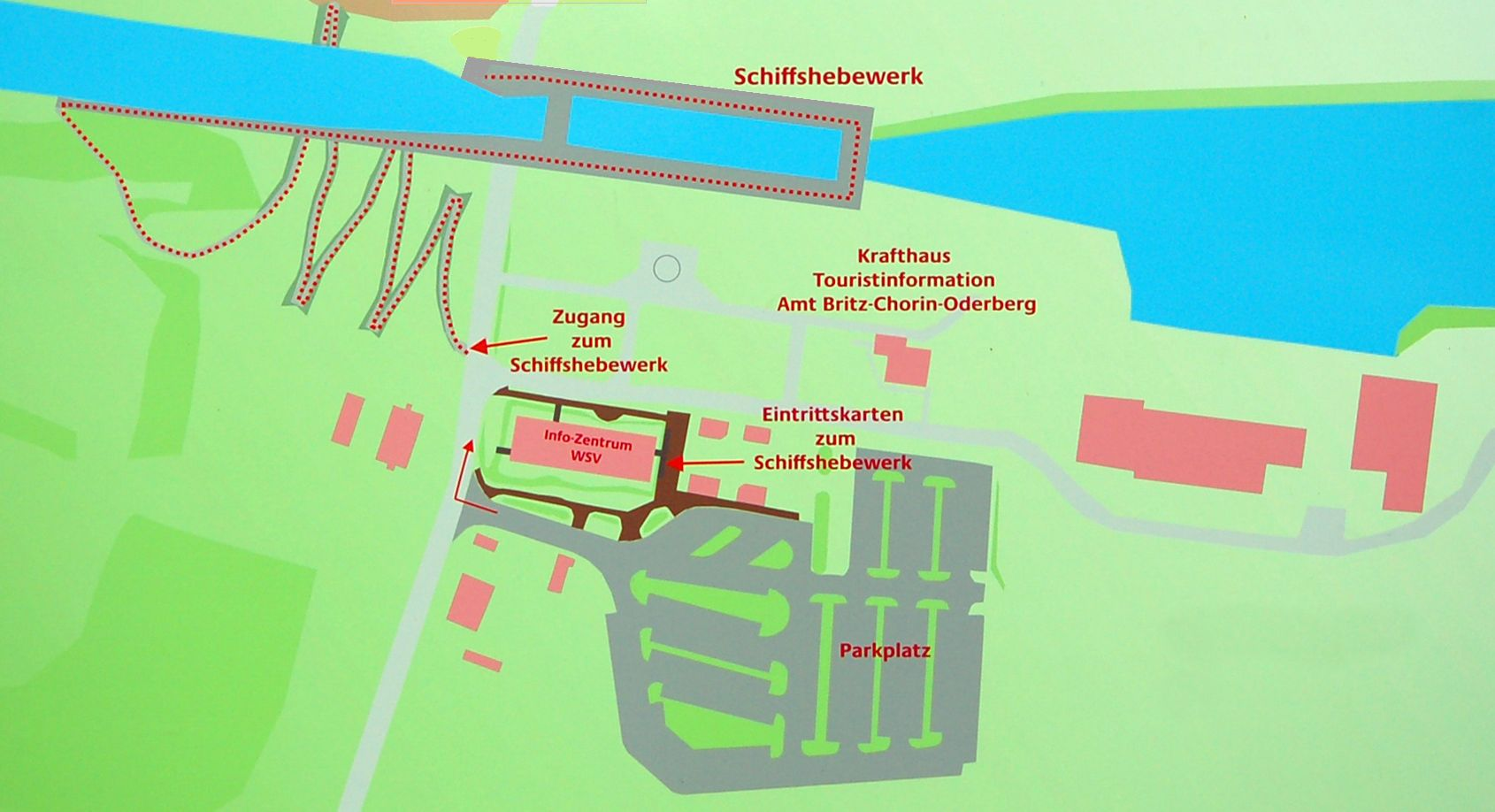
Lageplan, 2020

Da der in den Jahren 1743 bis 1746 gebaute zweite Finowkanal am Ende des 19. Jahrhunderts an seine Belastungsgrenze gestoßen war, beschloss die preußische Regierung mit Gesetz vom 1. April 1905 den Bau des Großschifffahrtsweges Berlin–Stettin, der im September 1906 mit dem ersten Spatenstich begann. Dieses Gesetz legte auch den Grundstein für das Schiffshebewerk Niederfinow. Bei dem im Jahr 1906 durch das preußische Ministerium ausgeschriebenen öffentlichen Wettbewerb für das Abstiegsbauwerk in Niederfinow gingen zehn Entwürfe ein, sechs für den Bau von Senkrecht-Hebewerken. Im Oktober 1908 beschloss man jedoch den Bau einer Schleusentreppe. Gleichzeitig sollten weitere Untersuchungen für ein zweites Abstiegsbauwerk mit folgenden Grundideen angestellt werden:
- einfache senkrechte Hebung mit Gegengewichtsausgleich,
- schwingende Hebung durch Waagebalken,
- halbkreisförmige Hebung durch eine schwimmende Trommel.

Im Jahr 1912 endete der zweite, beschränkte Wettbewerb. Als Gewinner ging der Entwurf von Beuchelt & Co. in Grünberg (Schlesien) hervor: Schiffshebewerk mit gleicharmigen Waagebalken. Dieser Entwurf war eine Weiterentwicklung eines Beitrages der Ausschreibung von 1906. Die Regierung genehmigte den von der königlichen Bauleitung Eberswalde 1914 ausgearbeiteten Entwurf für ein Schiffshebewerk mit Waagebalken und bestimmte ihn zur Ausführung. Das Hebewerk sollte 1918 seinen Betrieb aufnehmen, der Erste Weltkrieg durchkreuzte jedoch diese Planungen.
Nach dem Krieg wurden die Planungen für das Hebewerk wieder aufgenommen. Es wurden die Entwürfe von 1906, 1912 und 1914 zusammengefasst untersucht, Weiterentwicklungen wurden eingearbeitet. Das Ergebnis lag im September 1923 vor. Auf Grund neuer Erkenntnisse zur Betriebssicherheit, die bei Hebewerken mit Hubzylinder, Schwinghebel und Waagebalken auf nur sehr wenigen beweglichen, stark belasteten Bauteilen lag, wurden die Pläne verworfen und man besann sich auf das System Hebewerk mit an Drahtseilen hängenden Gegengewichten. Durch Aufteilung des Troggewichtes auf eine große Anzahl von Drahtseilen, Seilscheiben, Lager und Gegengewichte konnte selbst bei Ausfall mehrerer Teile eine gewisse Betriebssicherheit erreicht werden. Ein weiterer Grund für den Systemwechsel waren veränderte Rahmenbedingungen. Waren die früheren Planungen für Schiffe mit 650 Tonnen Tragfähigkeit ausgelegt, sollten nun Schiffe mit 1000 Tonnen Tragfähigkeit geschleust werden. Hier sah man im Gegengewichtshebewerk die wenigsten Schwierigkeiten.
Bereits 1921 vollzog sich ein folgenreicher Wechsel im politischen Raum, die Reichswasserstraßenverwaltung übernahm von der ehemals Königlichen Bauverwaltung Eberswalde, fortan Neubauamt Eberswalde, die Zuständigkeit für die Projektentwicklung. Das Neubauamt unter Leitung von Kurt Plarre arbeitete alle Vorschläge erneut durch und präsentierte dem Ministerium als Ergebnis den Entwurf eines Gegengewichtshebewerkes mit Spindelsicherung. Parallel dazu erarbeitete das Reichsverkehrsministerium ein eigenes Projekt.
Das Ministerium erteilte 1923 dem Neubauamt Eberswalde den Auftrag zur Prüfung des von Oberregierungsbaurat Alfred Loebell seit 1921 entwickelten Hebewerks mit Drehriegel. Das loebellsche System sieht ein mit dem Antrieb gekoppeltes Sicherheitssystem vor. Vier Schraubenspindeln (Drehriegel) drehen sich in einer zweifach geschlitzten Mutter (Mutterbackensäule) synchron zur Trogfahrt. Nach der Vorstellung des loebellschen Systems kam es zu diversen, teils schweren Debatten zwischen den Ingenieuren des Reichsverkehrsministeriums und den Ingenieuren des Neubauamtes Eberswalde über die Herstellbarkeit und Verwendbarkeit der einzelnen Trogantriebsvarianten.
Mit einem Erlass im März 1924 beendete das Reichsverkehrsministerium alle Diskussionen und lehnte alle anderen Alternativen zu dem von ihm favorisierten System Loebell ab. Gleichzeitig wurden die Überarbeitung aller Zeichnungen und Planungen und die Erstellung eines Gesamtentwurfs angeordnet. Dieser Gesamtentwurf sollte die Grundlage zur Fertigung von Modellen sein und gleichzeitig zur Vorlage bei der Akademie des Bauwesens zur Begutachtung dienen. Nach Einarbeitung eventueller Einwände der Akademie diente der Gesamtentwurf als Grundlage der Ausschreibung.
Es folgten aufwendige Untersuchungen zu den geologischen Verhältnissen in Niederfinow und zu den Anforderungen der Seile. In den Eberswalder Ardelt-Werken wurden an großen Modellen diverse Bauteile erprobt.
Am 11. Mai 1927 veröffentlichte die Akademie des Bauwesens ihr zustimmendes Gutachten und der Weg für den Bau des Schiffshebewerkes Niederfinow war frei. Auf der Grundlage des sorgfältig durchgearbeiteten Entwurfs entstand ein hochsolides, zuverlässiges Werk der Technik.

### Bau (1927–1934)

#### Baustelleneinrichtung
Um den Bau des Schiffshebewerkes bewältigen zu können, war eine große Baustelleneinrichtung erforderlich. Diese wurde parallel zu den aufwendigen Baugrunduntersuchungen ab 1925 hergestellt. So wurden im Ober- und Unterhafen der Schleusentreppe temporäre Umschlagstellen angelegt. Mittels einer extra eingerichteten Baustellenbahn wurden die angelieferten Materialien zur Baustelle transportiert. Eisenbahnwagen mit Bauteilen wurden über eine Fährverbindung zwischen Atomill (einem Ortsteil von Niederfinow) und einem temporären Anleger oberhalb der Lieper Schleuse auf dem Finowkanal zur Baustelle gebracht. Vom damals in Atomill bereits bestehenden Hafen mit Gleisanschluss sind heute nur noch Fundamentreste zu sehen.
In einer Mischanlage wurde der Kies, der aus den Niederfinower Kiesgruben nahe der Baustelle stammte und mittels einer Seilbahn herangeschafft wurde, mit dem angelieferten Zement, Splitt und Trass vermischt. Es wurden Werkstätten für Holz und Metallarbeiten, Lagerräume, mehrere Wohnhäuser, eine Kantine und ein großes Bürogebäude errichtet. Die gesamte Baustelleneinrichtung verfügte über eine eigene Kanalisation. Um während der Bauphase die Stromversorgung zu sichern, wurde ein Dieselmotorenkraftwerk gebaut. Gleichzeitig wurde auch die Landstraße Niederfinow–Liepe als Notstraße in einem großen Bogen um die Baustelle umgeleitet.
Das Bürogebäude wurde nach der Fertigstellung des Schiffshebewerks zu einer Gaststätte umgebaut. Das Kraftwerk wurde bis 1990 betriebsbereit gehalten. Wegen des Hebewerkneubaus mussten beide Gebäude abgerissen werden, das Krafthaus wurde als Schauanlage an anderer Stelle neu errichtet.

#### Grundbau
Um sich einen Überblick über den Baugrund zu verschaffen, wurde mit Hilfe von etwa 300 Bohrungen ein Bodenprofil erstellt. Das Ergebnis der Baugrunduntersuchung war ein Abrücken des Hebewerkes vom Hang, was eine längere Kanalbrücke zur Folge hatte. Die Fundamente der Stützpfeiler der Kanalbrücke sollten die gleiche Gründungstiefe wie die Bodenplatte des Schiffshebewerkes erhalten. Ebenso wurde mit einem Gutachten vom 11. Oktober 1926 die Reihenfolge für die Erstellung der Grundbauten von Osten nach Westen festgelegt. Außerdem sollte das Grundwasser abgesenkt werden. 

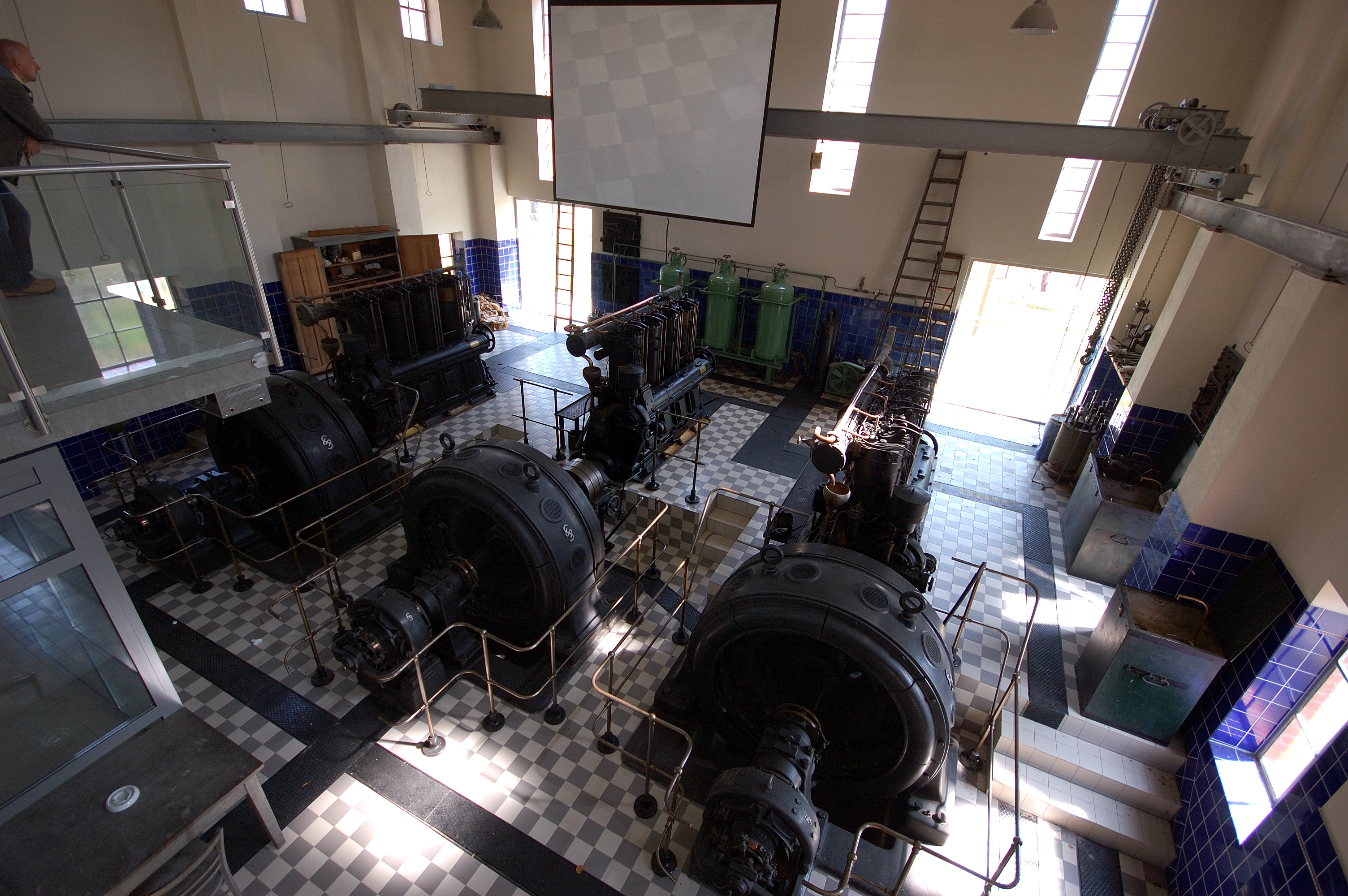
Innenansicht des umgesetzten Krafthauses

 Im Spätherbst 1926 wurde mit dem Aushub der Baugrube für die Gründung des Hebewerkes begonnen. Eine Grundwasserabsenkungsanlage wurde in Betrieb genommen. In den Jahren 1927 und 1928 wurden der untere Vorhafen bis zur Notstraße heran, der Oberhafen mit seiner umfangreichen Sohlendichtung, die Anlegepfeiler, Ufermauern, das Sicherheitstor sowie das Landwiderlager der Kanalbrücke fertiggestellt.
Die eigentliche Gründung des Schiffshebewerkes erfolgte ab Sommer 1928. Die Baugrube war ca. 10 Meter tief ausgehoben und ein großer Teil der Hangböschung für die Gründung des Ostpfeilers der Kanalbrücke abgetragen. Das Grundwasser noch tiefer abzusenken war mit Rücksicht auf die Schleuse IV der Schleusentreppe nicht möglich. So mussten die Grundpfeiler der Trogkammersohle bis zum tragfähigen Baugrund in rund 20 Meter Tiefe unter Geländeoberkante ins Grundwasser hinein gebaut werden. Dies geschah mittels des Druckluft-Gründungsverfahrens. Es wurden stählerne Gerüste von bis zu 300 m² Grundfläche zusammengenietet und mit Beton umhüllt. So entstanden Senkkästen mit scharfen Schneiden ringsum, die im Inneren einen Arbeitsraum von ca. 2,20 Meter Höhe hatten.
Der Boden, der unter den Schneiden gelöst wurde, wurde durch eine Öffnung in der Decke nach oben befördert, und der Kasten sackte durch sein hohes Eigengewicht ständig nach. Bei Erreichen des Grundwasserstandes wurde alles luftdicht verschlossen und durch eine Rohrleitung Druckluft in den Arbeitsraum gepresst. Dadurch wurde das Wasser aus dem Arbeitsraum vertrieben. Solange die Arbeitskammer unter Luftdruck stand, sackte der Senkkasten nicht mehr selbstständig nach. Dies wurde erst wieder erreicht, nachdem der Überdruck abgesenkt wurde. Bei Erreichen der Gründungstiefe in etwa 10 m unter dem Grundwasserstand herrschte im Arbeitsraum ein Überdruck von rund einem Bar.
Der Ostpfeiler der Kanalbrücke, der 1929 abgesenkt wurde und eine Gesamthöhe von 29 Meter hat, reicht bis 19 Meter unter das Grundwasser hinab. In Endtiefe herrschte in der Arbeitskammer ein Überdruck von rund zwei Bar. Der Westpfeiler der Kanalbrücke mit seiner Gesamthöhe von 22 Meter konnte ohne Druckluft abgesenkt werden, da Wasser erst in der Gründungssohle angetroffen wurde. Sobald die Pfeiler die gewünschte Tiefe erreicht hatten, wurden die Arbeitskammern und die Aufzugsschächte mit Beton verfüllt.
Der Grundbau des Schiffshebewerkes und der Ostpfeiler wurden 1929 fertiggestellt, die gesamte Trogkammer und der Westpfeiler 1930.
Die Bauleitung oblag dem Regierungs- und Baurat, dann Oberbaurat Walter Ademeit, Vater des Jagdfliegers Horst Ademeit.

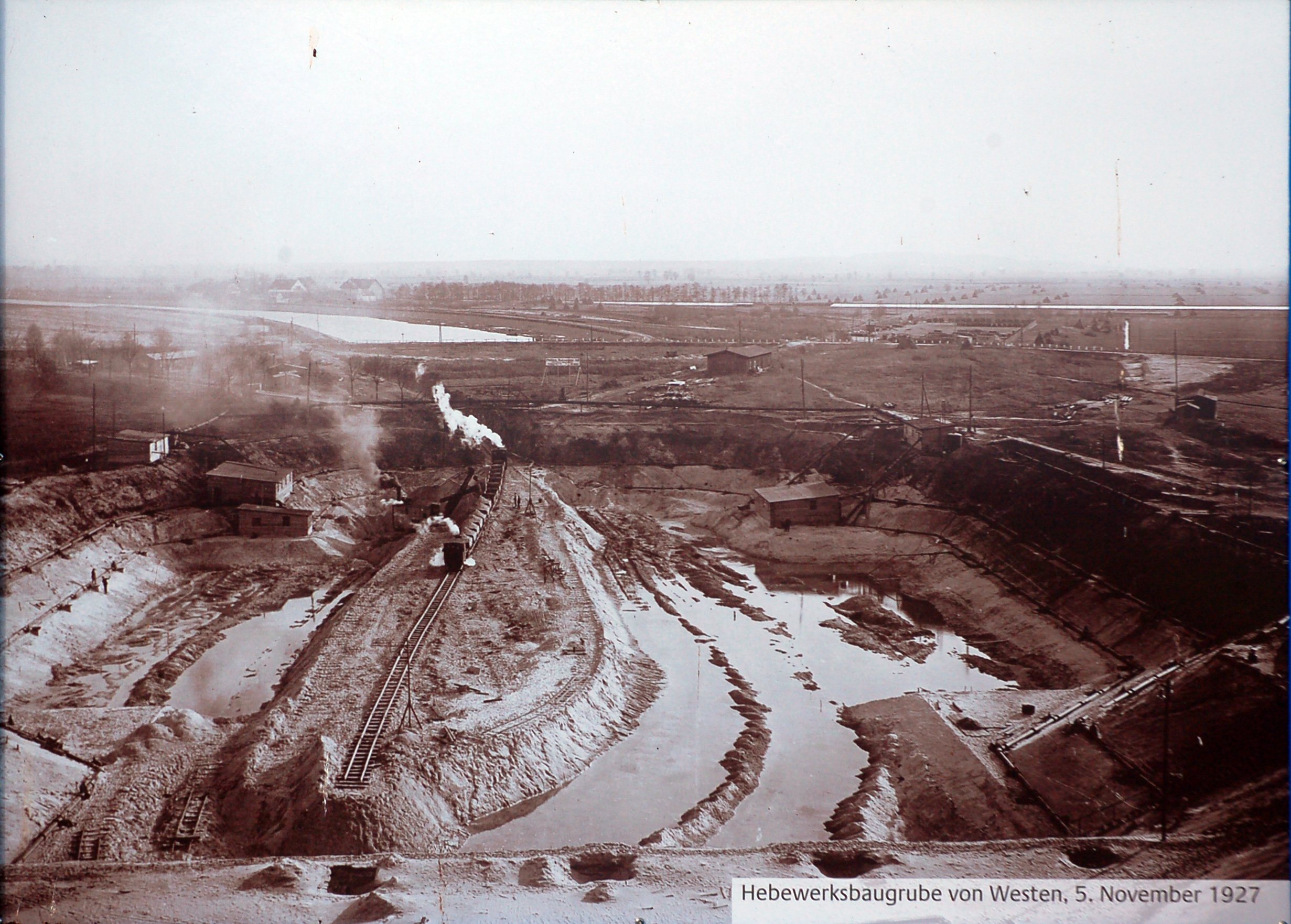
5. November 1927: Hebewerksbaugrube von Westen
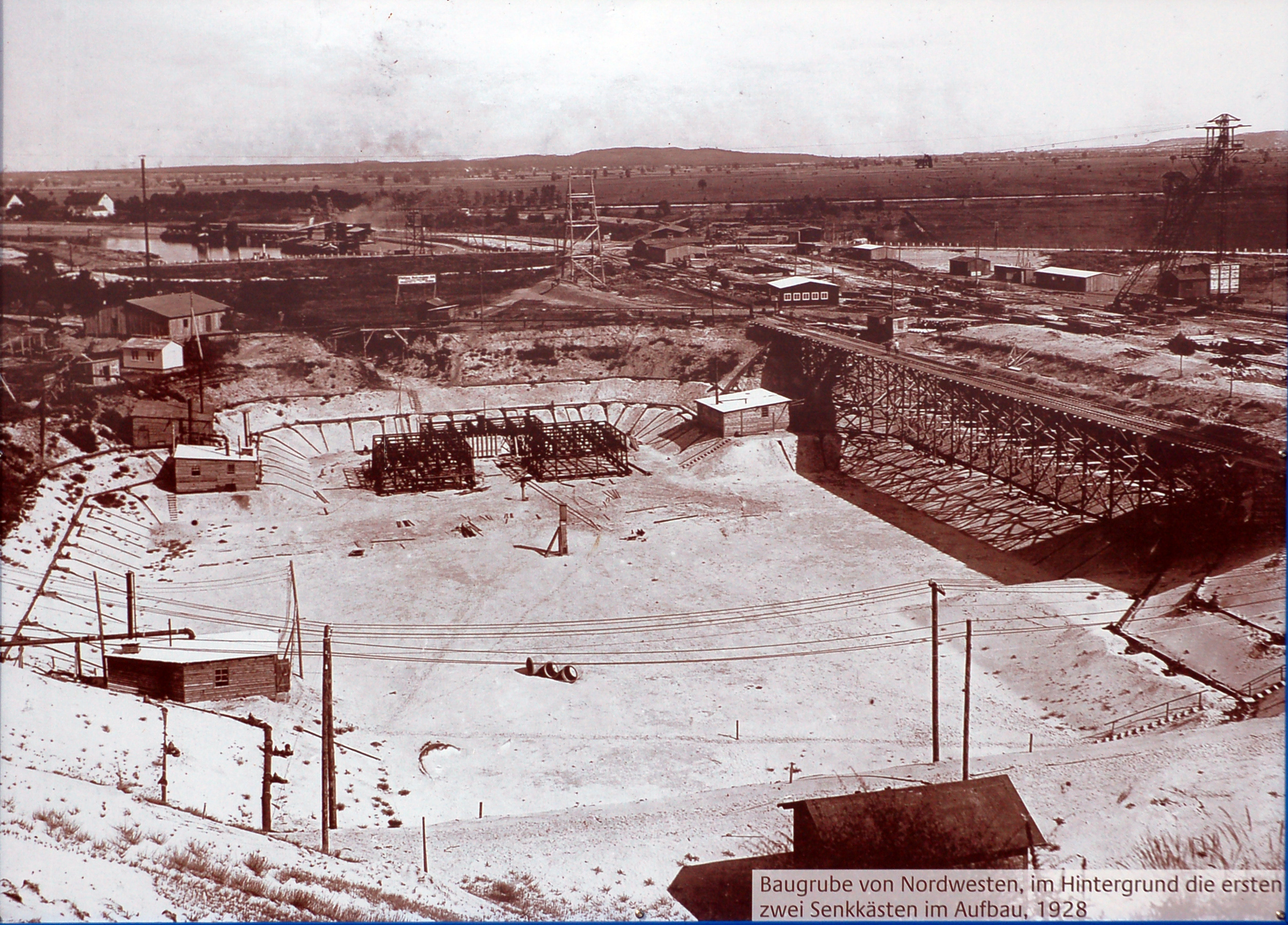
1928: Baugrube von Nordwesten
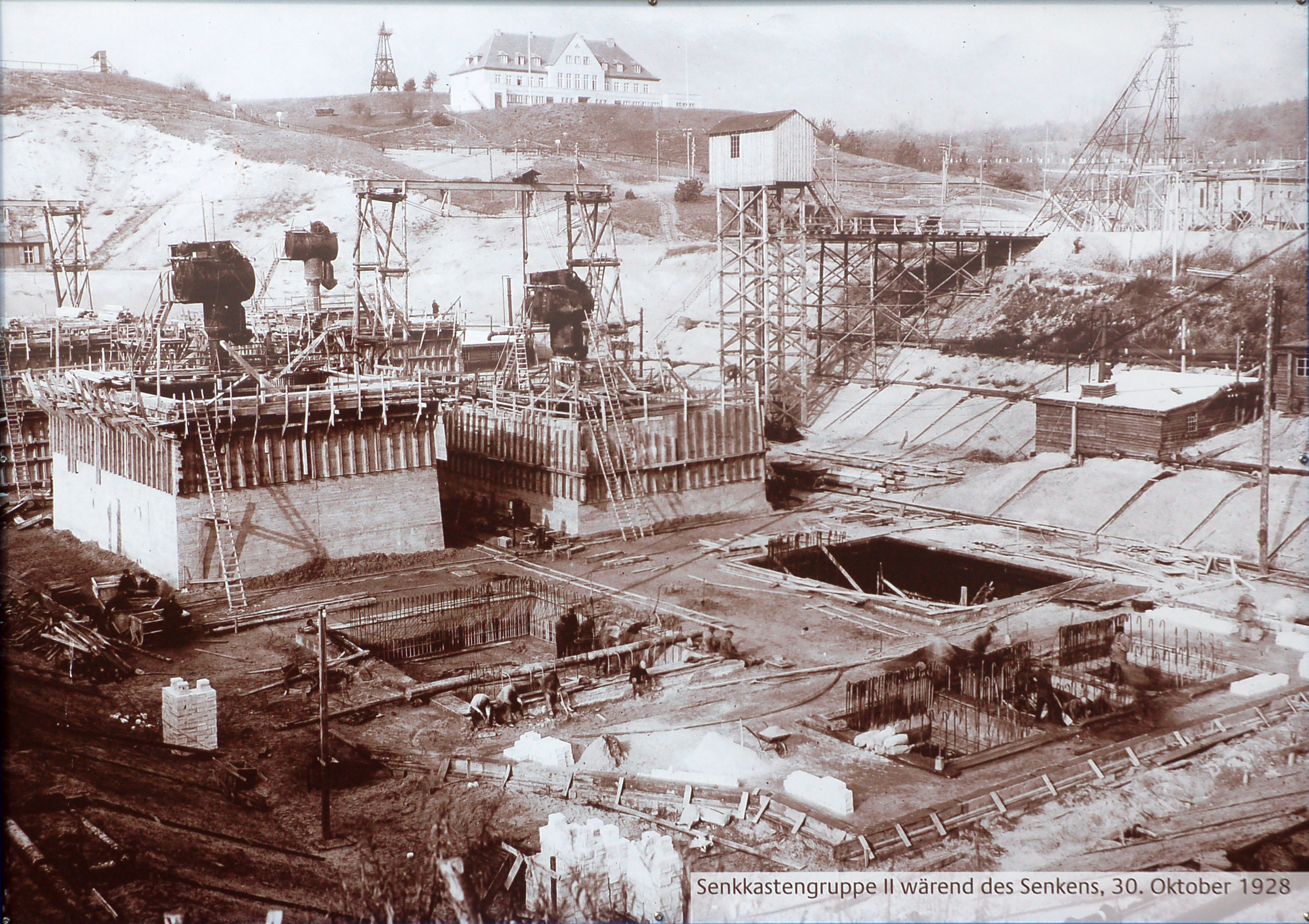
30. Oktober 1928: Senkkastengruppe II während des Senkens
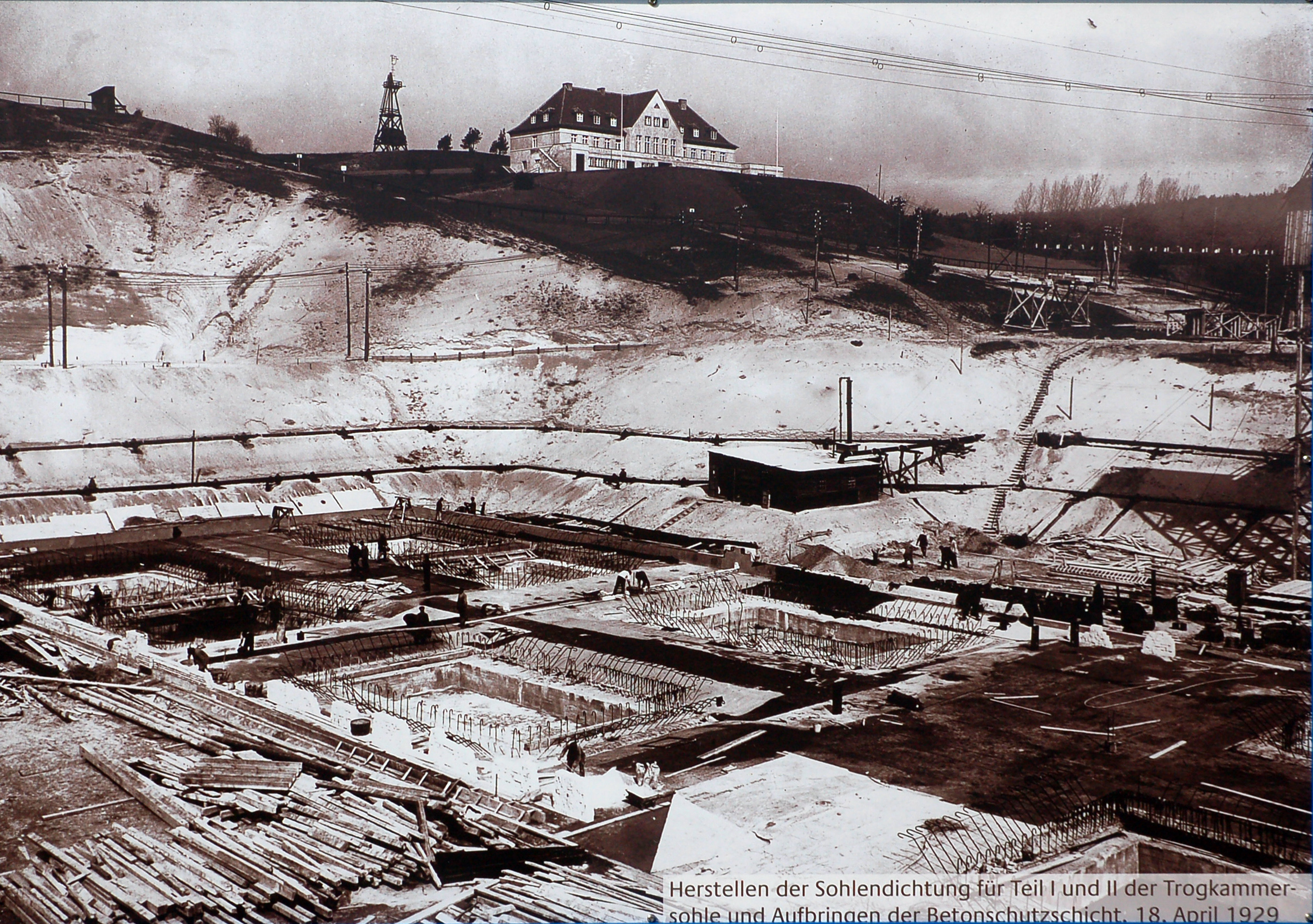
18. April 1929: Herstellung der Sohlendichtung für Teil I und II der Trogkammersohle und Einbringen der Betonschutzschicht
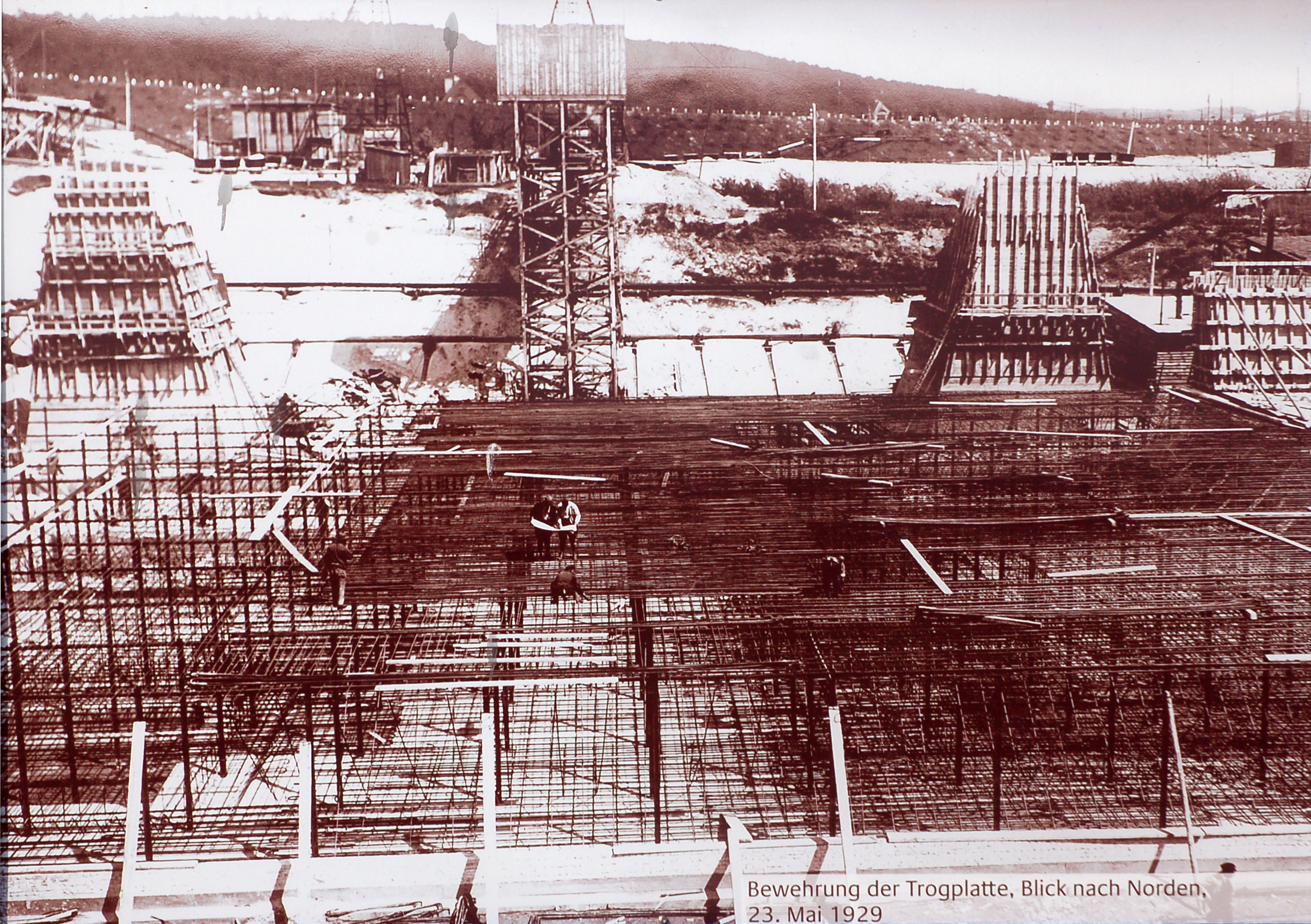
23. Mai 1929: Bewehrung der Trogplatte; Blick nach Norden
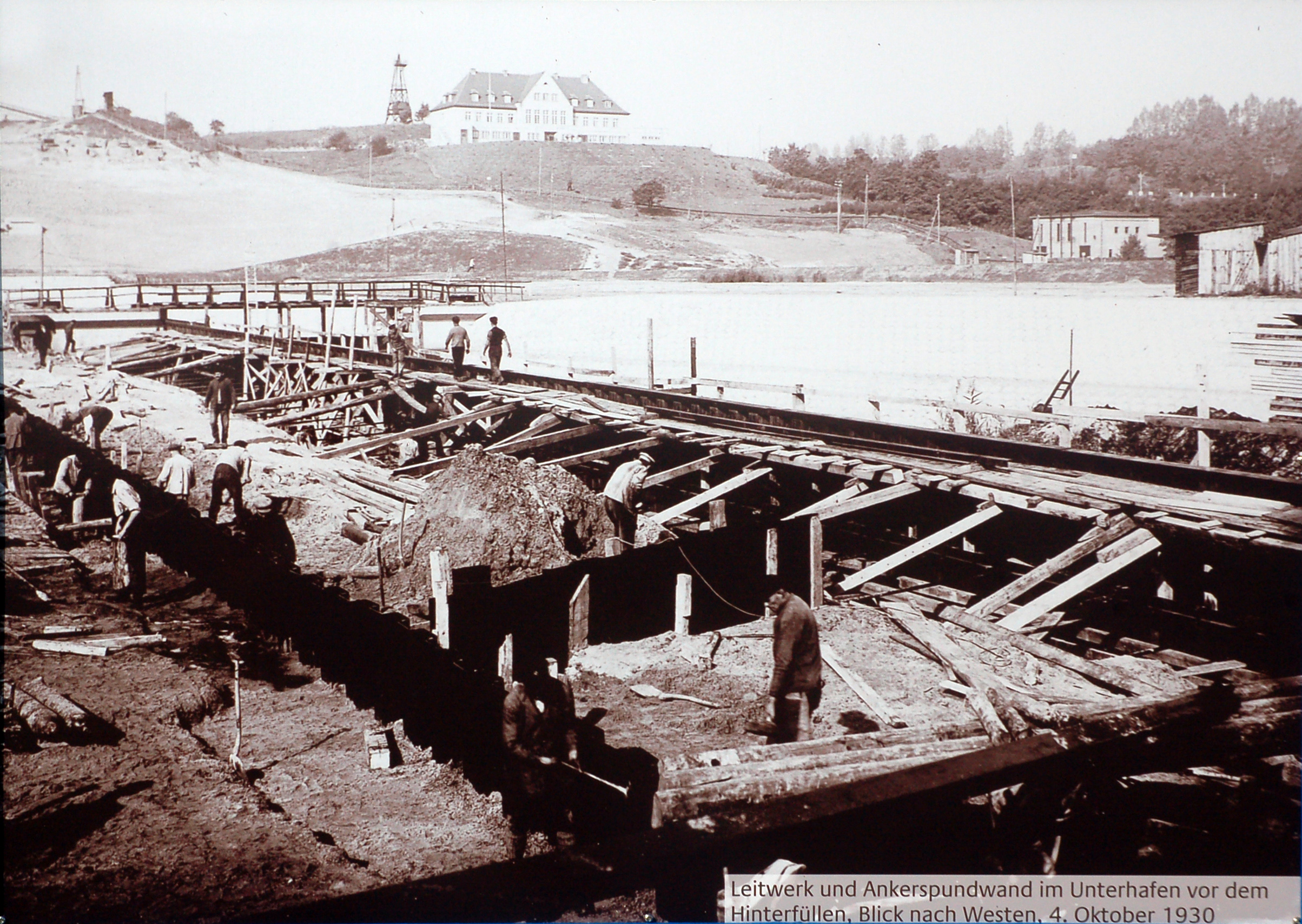
4. Oktober 1930: Leitwerk und Ankerspundwand im Unterhafen vor dem Verfüllen

#### Errichtung des Hebewerkes
Für die Aufstellung des Tragwerkes wurde im Herbst 1930 ein etwa 60 Meter hoher Portalkran errichtet. Er hatte eine Spurbreite von 46,70 Meter und eine Gesamtarbeitsbreite von rund 56 Meter und überspannte die gesamte Trogkammer. Das Betriebsgewicht des Kranes betrug 237 t. Mit diesem Kran war es möglich, vorgefertigte Stahlbauteile von bis zu 25 t zu heben. Die gesamte Bedienung des Kranes erfolgte vom Steuerstand des Maschinenhauses, welches sich in 30 Meter Höhe auf dem Querriegel der beiden nördlichen Portalstützen befand.
Im Februar 1931 begannen die eigentlichen Aufstellarbeiten des Tragwerkes. Zwischenzeitlich wurde der Trog eingebaut. Im Frühjahr 1932 war das Tragwerk einschließlich der wesentlichen Einbauten errichtet. Im Herbst 1932 war auch die Kanalbrücke fertiggestellt.
Im April 1933 war der Trog mit seiner gesamten technischen Ausrüstung so weit fertig, dass erste Versuchsfahrten mit leerem Trog und entsprechend weniger Gegengewichten erfolgen konnten. Im Oktober 1933 waren alle Gegengewichte eingehängt und der Trog mit Wasser gefüllt. Anfang März 1934 erfolgte ein zwölftägiger Abnahmebetrieb, und am 21. März 1934 wurde das Schiffshebewerk seiner Bestimmung übergeben.

#### Beteiligte Unternehmen

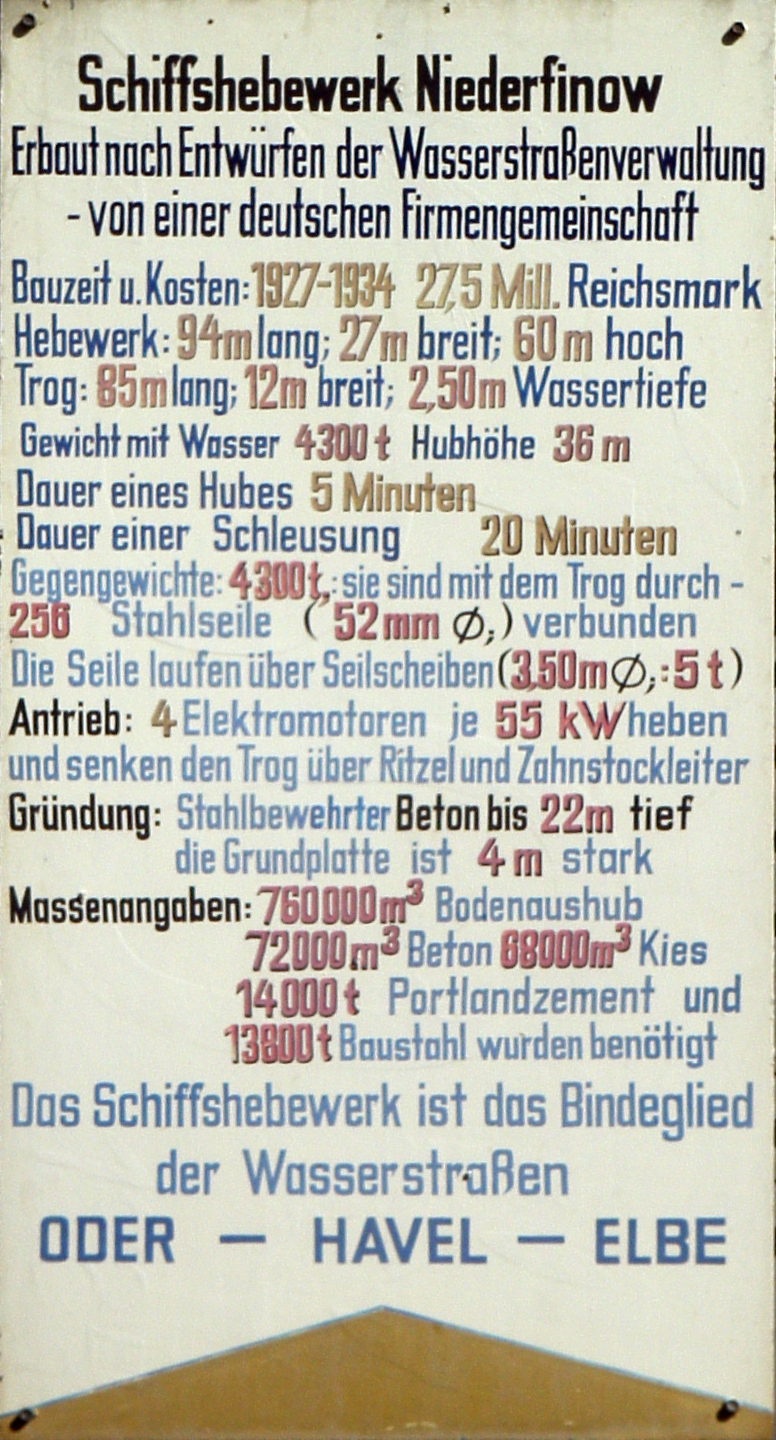
Informationstafel

An dem 27,5 Mio. Reichsmark teuren Bau waren folgende Unternehmen beteiligt:
| Leitung - Detig, Regierungsbaumeister - Eberhard Fischer, Bauführer Grundbau - Beton- und Monierbau, Berlin - Christoph & Unmack, Berlin - Philipp Holzmann, Berlin Stahlbau - August Klönne, Dortmund - J. Gollnow & Sohn, Stettin - Gutehoffnungshütte, Oberhausen - Mitteldeutsche Stahlwerke, Lauchhammer | Maschinenanlagen - Demag, Duisburg - Ardelt-Werke, Eberswalde - Fried. Krupp Grusonwerk, Magdeburg Elektrische Anlagen - Siemens-Schuckertwerke, Berlin - AEG, Berlin Grund- und Stahlbau der Kanalbrücke - Beuchelt & Co., Grünberg |

### Betrieb (seit 1934)

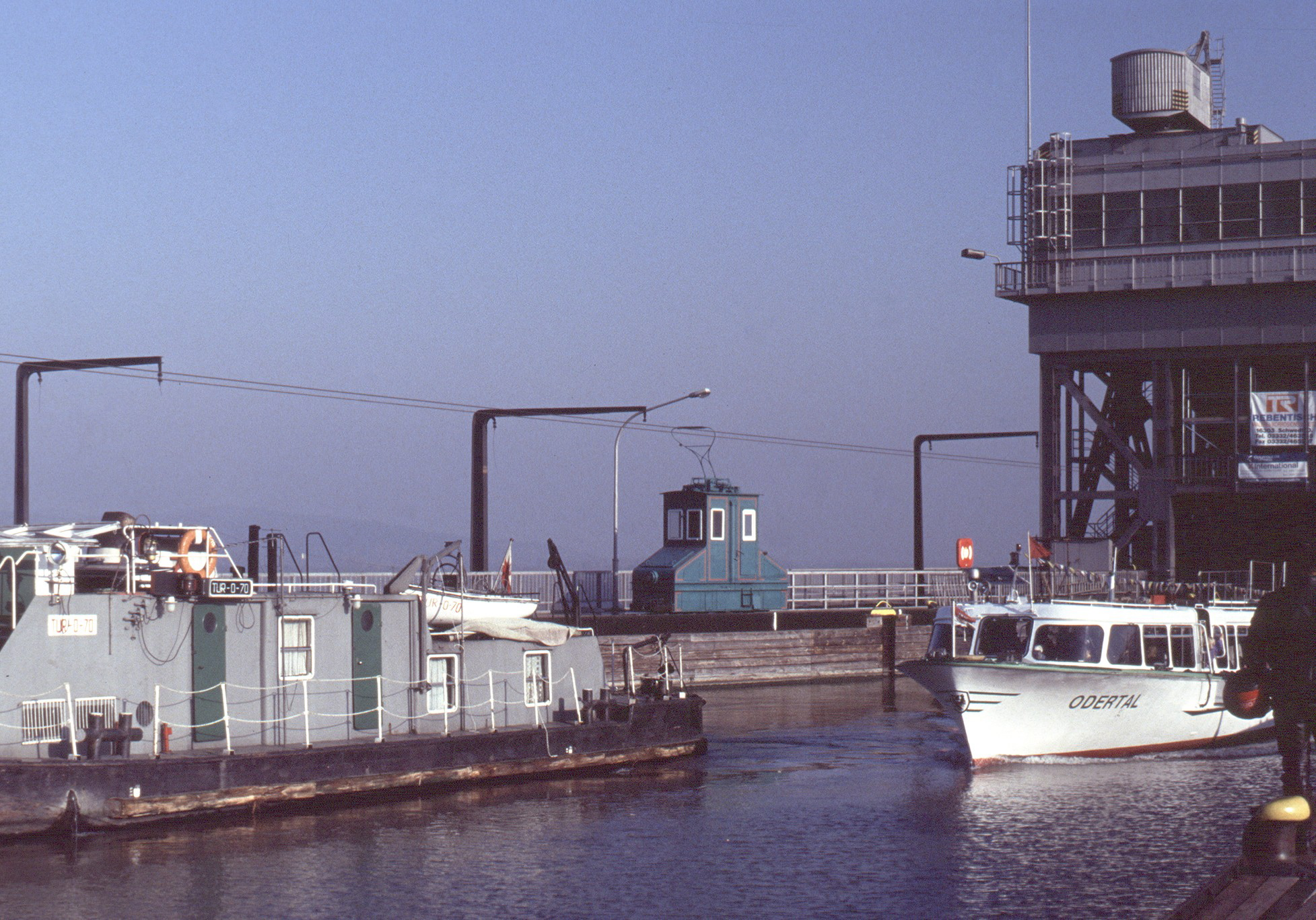
Historische Treidellokomotive vor deren Restaurierung auf der Kanalbrücke, 1993

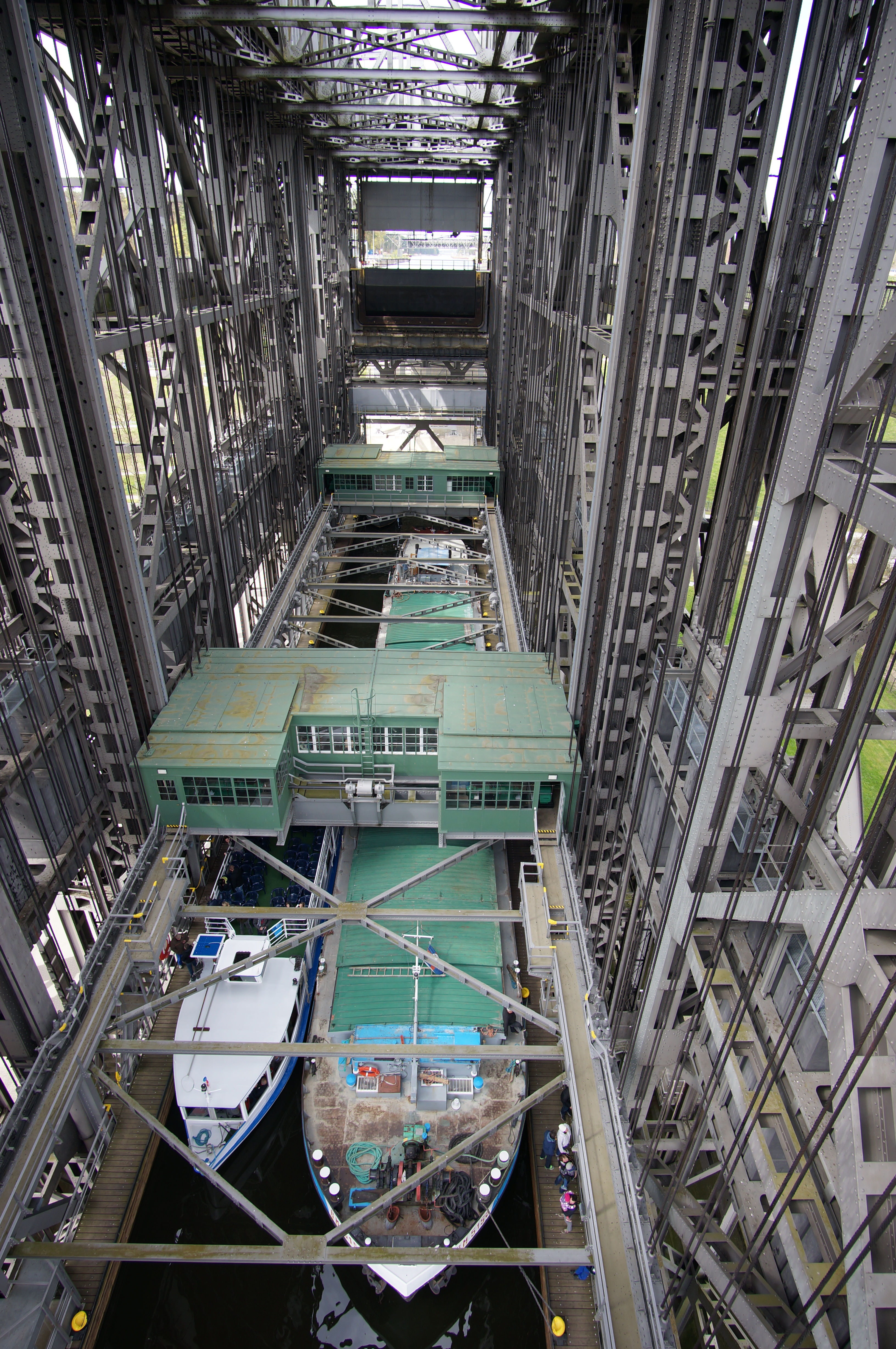
Blick in den Trog

Schiffe ohne eigenen Antrieb wurden an der Schleusentreppe Niederfinow ab 1914 von Treidellokomotiven gezogen. Dieses Verfahren wurde auch beim Schiffshebewerk praktiziert. Es bestand ein umfangreiches Gleisnetz, auf dem bis zu 20 Treidelloks verkehrten. Nach der Aufgabe der unwirtschaftlich gewordenen Schleppschifffahrt wurde das Treidelloksystem in den 1960er Jahren stillgelegt. Eine der Maschinen steht als restauriertes Denkmal auf der Kanalbrücke westlich des Hebewerks.
Bereits am 26. Januar 1939 wurde der Kahn des Schiffers Haak als 100.000stes Schiff geschleust. Der Güterverkehr betrug im Gründungsjahr 2.832.000 Tonnen.
Das Hebewerk wurde 1980 einer Generalüberholung unterzogen und 1984/1985 wurden auch die Tragseile erneuert.
Heute ist das Schiffshebewerk für Schubverbände zu kurz, sodass die Einheiten getrennt werden müssen. Es war 2006 mit jährlich ca. 11.000 Schiffen an seine Kapazitätsgrenze angelangt, weswegen 1997 der Neubau eines größeren Hebewerkes beschlossen wurde.
Das Schiffshebewerk Niederfinow ist für jährlich rund 150.000 Besucher ein beliebtes Ausflugsziel. Deswegen wurde im Jahr 2003 auch ein neuer, größerer Parkplatz eröffnet.

#### Hebewerkleiter
| Zeitraum                        | Leiter             |
| ------------------------------- | ------------------ |
| März 1934 bis November 1945     | Karl Schlegel      |
| November 1945 bis Dezember 1945 | Fritz Stahl        |
| Januar 1946 bis 1962            | Hugo Freudenberger |
| 1962 bis 1976                   | Günter Kaiser      |
| Oktober 1976 bis 1990           | Hans-Jürgen Völter |
| 1990 bis Dezember 1998          | Willi Dükomy       |
| Januar 1998 bis April 2001      | Udo Poppe          |
| Seit Mai 2001                   | Jörg Schumacher    |

Quelle: 75 Jahre Schiffshebewerk Niederfinow

#### Störfälle
Neben den meist im Winter zwischen Dezember und März liegenden geplanten Sperrzeiten, die zu Reparaturzwecken genutzt werden, gab es seit 1934 auch Ausfälle durch technische Störungen und Naturereignisse. Kurz vor Ende des Zweiten Weltkrieges erfolgte durch den Ausbau für den Betrieb wichtiger elektrischer Bauteile eine kriegsbedingte Stilllegung, die bis August 1945 anhielt. Nach einem Deichbruch an der Oder im Frühjahr 1947 wurde das gesamte nördliche Oderbruch überflutet. Der Höchstwasserstand wurde am 5. April 1947 mit 5,85 Meter über NN erreicht. Am Schiffshebewerk stieg das Wasser um 3,70 Meter über den normalen Wasserstand und setzte die Betriebsräume der unteren Haltung knapp zwei Meter unter Wasser. Erst Ende Mai 1947 konnte der Betrieb wieder aufgenommen werden. Bis Ende 2007 hatte das Schiffshebewerk 47 Ausfalltage durch technische Defekte zu verbuchen.
| Ausfallgrund | Zeitraum               | Ausfalltage |
| --- | ---------------------- | ----------- |
| Ein Keil an der Ringwelle der Antriebsmaschine Nordwest hatte sich gelöst. | 01.–12. April 1944     | 12          |
| Eine Spannschraube am Drehriegel Südwest hatte sich gelöst, dadurch geriet der Drehriegel in Schiefstellung und fuhr fest.                                                                                                 | 03.–10. Juni 1951      | 8           |
| Kugellagerbruch an einer Antriebsspindel des Dichtungsrahmens der unteren Haltung. | 29. Juni–5. Juli 1963  | 6           |
| Windungsschluss am Umformerantriebsmotor: der Motor wurde ausgebaut und neu gewickelt. Am 30. November 1963 war der Originalmotor wieder eingebaut. In der Zwischenzeit bewältigte ein Hilfsmotor den Schifffahrtsbetrieb. | 16.–30. November 1963  | 6           |
| Am Torantrieb der unteren Haltung kam es zum Bruch eines Stehbolzens am Lager. | 22.–25. September 1979 | 4           |
| Der hydraulische Antrieb des Dichtrahmens in der oberen Haltung ließ sich nicht mehr verfahren. | 17.–18. Dezember 1988  | 2           |
| Ein durch ein Schiff in den Trog geschleppter, etwa acht Meter langer und 34 cm hoher Doppel-T-Träger musste von Tauchern geborgen werden.                                                                                 | 29.–30. September 1997 | 2           |
| Die Antriebswelle des Drehriegels Nordwest wurde durch das Aufsetzen des Drehriegels deformiert. Der Federtopfschalter hatte den Antrieb nicht abgeschaltet.                                                               | 22.–24. Juli 1998      | 2           |
| Am Drehriegel Nordwest fraß sich die Buchse des unteren Führungswagens auf dem Drehriegelhals fest. Der Trog kam vor der oberen Haltung zum Stehen.                                                                        | 17.–20. April 2000     | 3           |
| Der Trog ließ sich aufgrund eines elektrischen Defektes am Fahrtregler nur noch im Betriebszustand „Feinfahrt“ bewegen. | 15.–16. November 2007  | 2           |

Quelle: 75 Jahre Schiffshebewerk Niederfinow

## Technik
Die Höhe des Hebewerks beträgt 60 Meter, die Länge 94 Meter und die Breite 27 Meter. Zur Überwindung des Höhenunterschieds von 36 Metern benötigt der Trog fünf Minuten. Die Gesamtdauer einer Schleusung beträgt 20 Minuten. Das Schiffshebewerk besteht aus einer 14.000 Tonnen schweren und mit 1,8 bis 2 Millionen Nieten zusammengehaltenen Stahlkonstruktion, die auf Stahlpfeilern steht. Gegründet wurde das Bauwerk mit stahlbewehrtem Beton, der bis zu 22 Meter tief eingebracht wurde. Die Grundplatte ist vier Meter dick. Der Oder-Havel-Kanal wird mit einer ebenfalls genieteten Trogbrücke mit einer Masse von 4000 Tonnen an das Oberhaupt des Hebewerkes herangeführt. Der mit Wasserfüllung 4290 Tonnen schwere Trog ist 85 Meter lang, 12 Meter breit und hat eine Wassertiefe von 2,50 Metern. Er hängt hier an 256 Stahlseilen (Durchmesser 52 mm), die über Umlenkrollen (Durchmesser 3,50 m, Masse jeweils fünf Tonnen) geführt mit 192 Ausgleichsgewichten aus Beton mit einem Gewicht von ebenfalls 4290 Tonnen den Trog ausbalancieren. Um die wandernde Seillast der Stahlseile zu eliminieren, werden vier Seilgewichtsausgleichsketten verwendet. Die Sicherheit der Führung an den Seilen wird durch eine Spannvorrichtung erreicht, bei der die Hälfte der Seile den Trog tatsächlich trägt und die andere Hälfte ungespannt als Reserve mitgeführt wird.

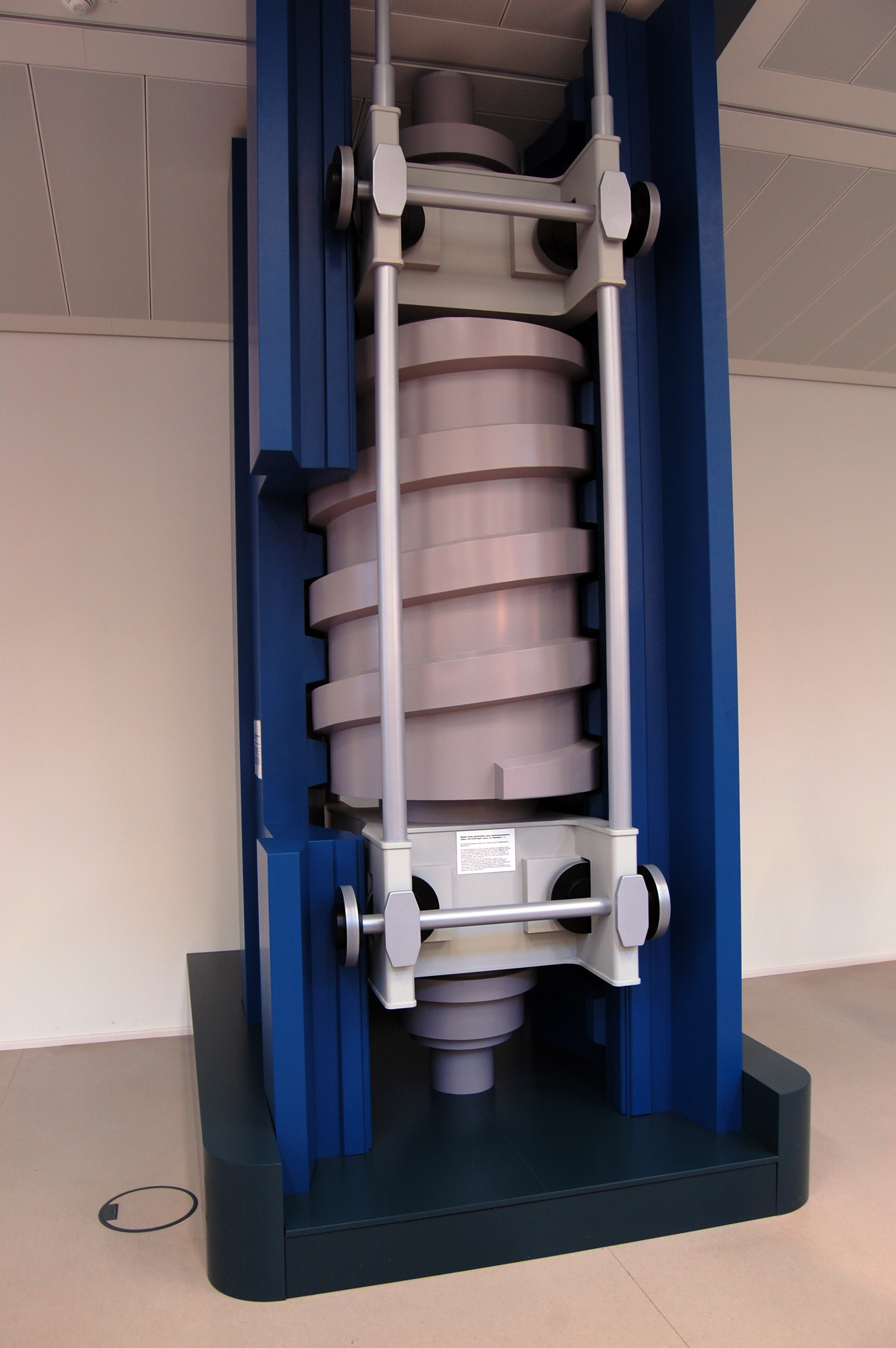
Drehriegel in geschlitzter Mutterbackensäule (links ein Stück nur im Modell ausgeschnitten). Unten und oben am Drehriegel befindet sich je ein Axiallager zur Aufnahme der Tragekräfte, die über Pendelstützen zu in die Säule hineinragende Trogvorsprünge geleitet werden. Der Antrieb des Drehriegels erfolgt von oben her.

Das Heben und Senken des Troges erfolgt mit vier Zahnstangen-Getrieben (je eines etwa zwischen der Längenmitte und den Ecken). Die Zahnstangen sind vertikal an seitlichen Säules des Hebewerks montiert, die Zahnrad-Ritzel
am Trog. Die Ritzel werden von Gleichstrommotoren angetrieben. Sie sind untereinander mit Wellen verbunden, damit sie synchron drehen und der Trog nicht in Schräglage kommen kann. Die Motoren haben eine Leistung von je 55 Kilowatt und werden von einem Leonardumformer (Wechsel- zu Gleichstrom) versorgt.
Als Sicherung gegen Abstürzen des Troges bei Seilbruch oder gegen sein Hochreißen bei auslaufendem Wasser dient folgende Konstruktion:
Von den Motoren wird zusätzlich je ein mit einem der vier Zahnrad-Ritzel synchron laufender sogenannter „Drehriegel“ (die Schraube eines Schraubgetriebes) angetrieben. Dieser dreht sich in einer zur Zahnstange parallel montierten sogenannten „Mutterbackensäule“ (die Mutter eines Schraubgetriebes) beim Heben und Senken des Trogs mit. Das Spiel in dieser Schraube-Mutter-Paarung ist relativ groß, so dass sich beide Teile in Hubrichtung bei entsprechender Justierung nicht berühren. Erst bei einer der beiden möglichen Havarien stützt sich der Riegel in der Säule ab: gegen das Abstürzen des Trogs nach unten oder gegen das Hochreisen durch die Gegengewichte nach oben. Die Abstützkraft bringt den Riegel nicht in Drehung, denn es besteht Selbsthemmung. Das jeweilige Zahnstangen-Getriebe besitzt eine Überlastsicherung, die in diesem Moment anspricht, wobei das Ritzel ausgeschwenkt wird. Die Mutterbackensäulen sind geschlitzt, damit die in ihr befindlichen Drehriegel mit dem Trog verbunden und von ihm aus angetrieben werden können.

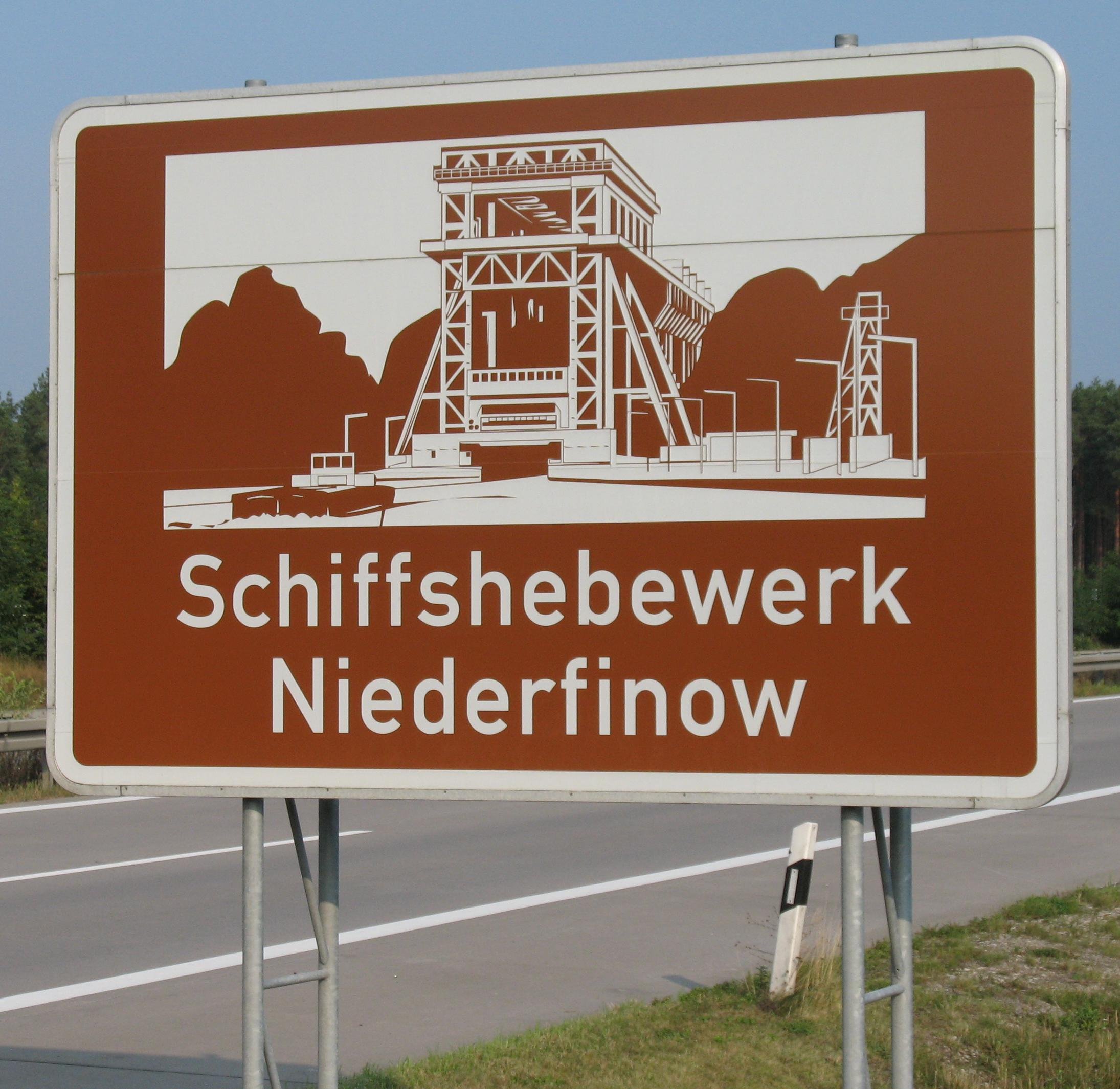
Hinweistafel an der Autobahn A 11
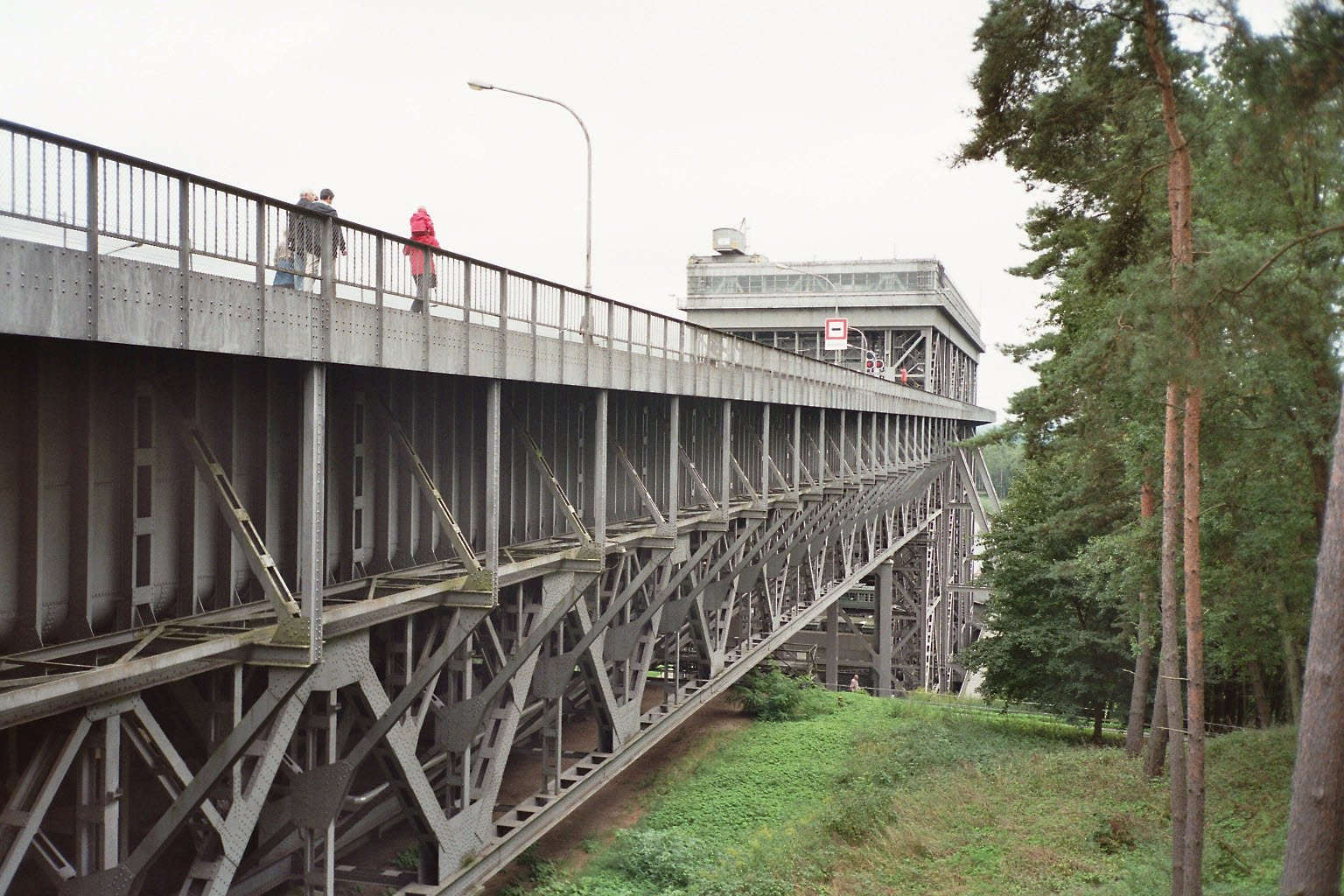
Stahlkonstruktion der Zufahrtsbrücke
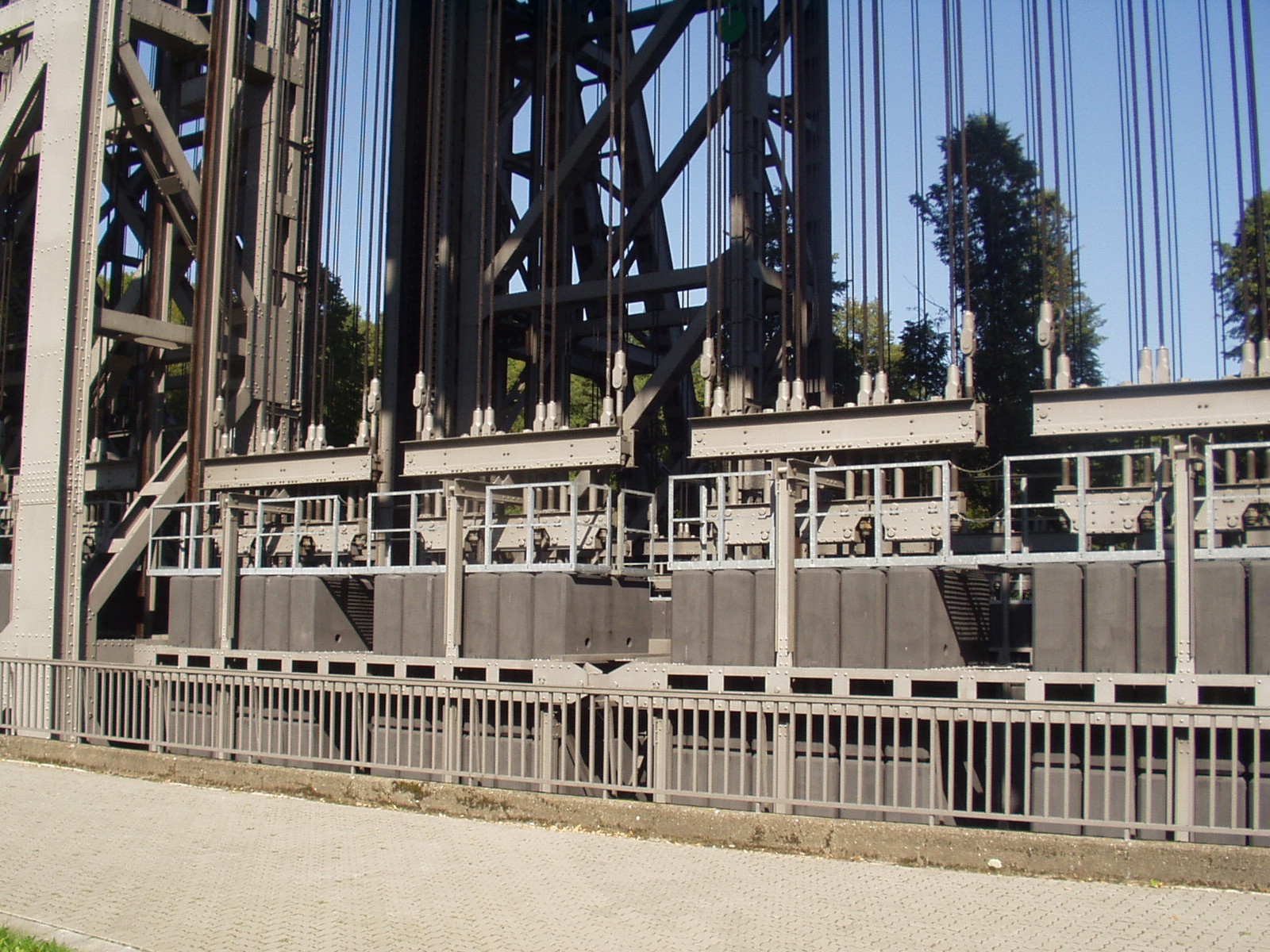
Gegengewichte des Troges
Stets wasserfreier Boden des Hebewerks

Das Schiffshebewerk arbeitet praktisch ohne Wasserverluste, was die Wasserversorgung eines Kanals gegenüber einem mit Schleusen vereinfacht. Die Treppenschleusen waren als Sparschleusen, in denen ein Teil des Betriebswassers wiederverwendet wird, ausgeführt.

## Neues Schiffshebewerk

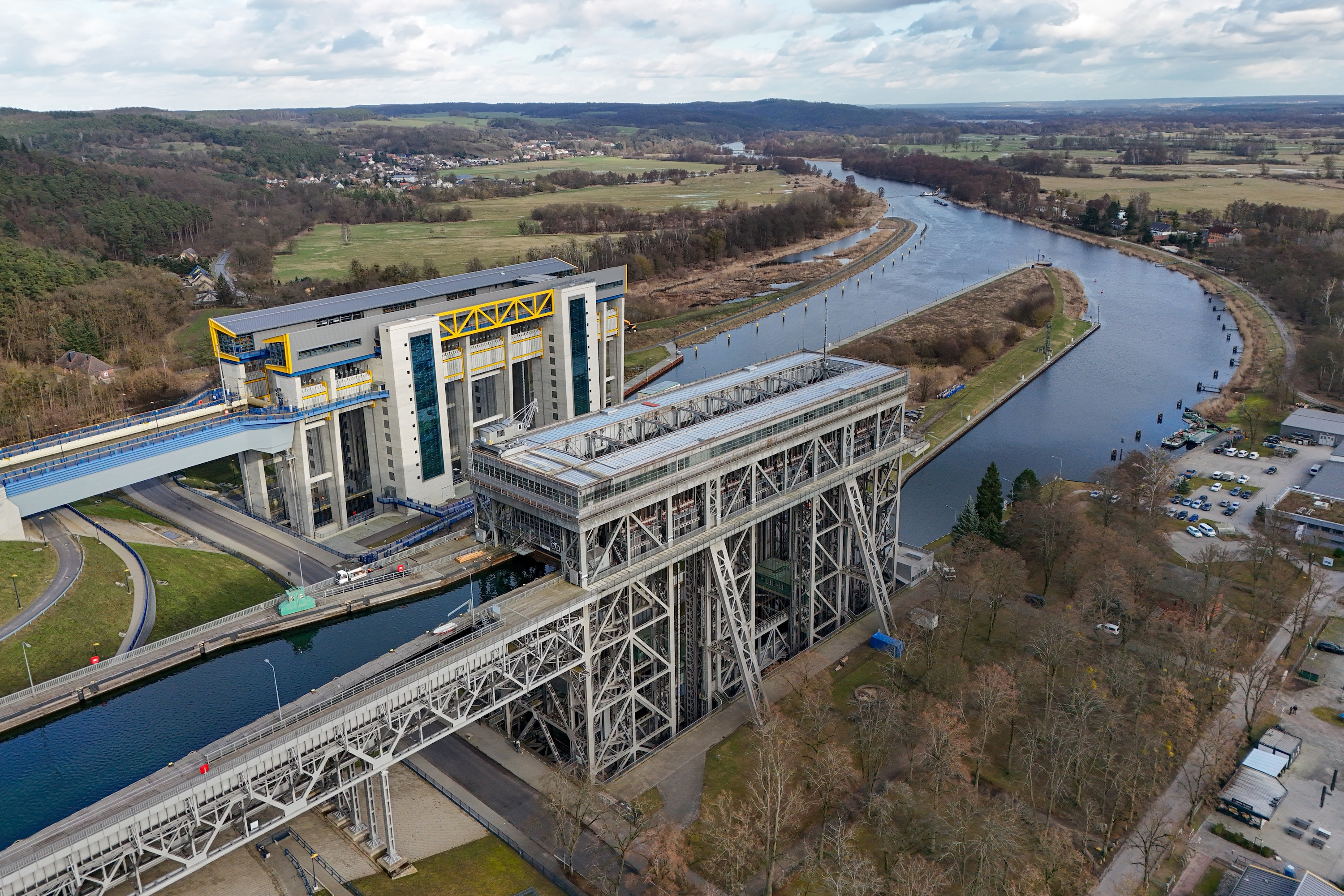
Altes (vorne) und neues (hinten) Schiffshebewerk Niederfinow

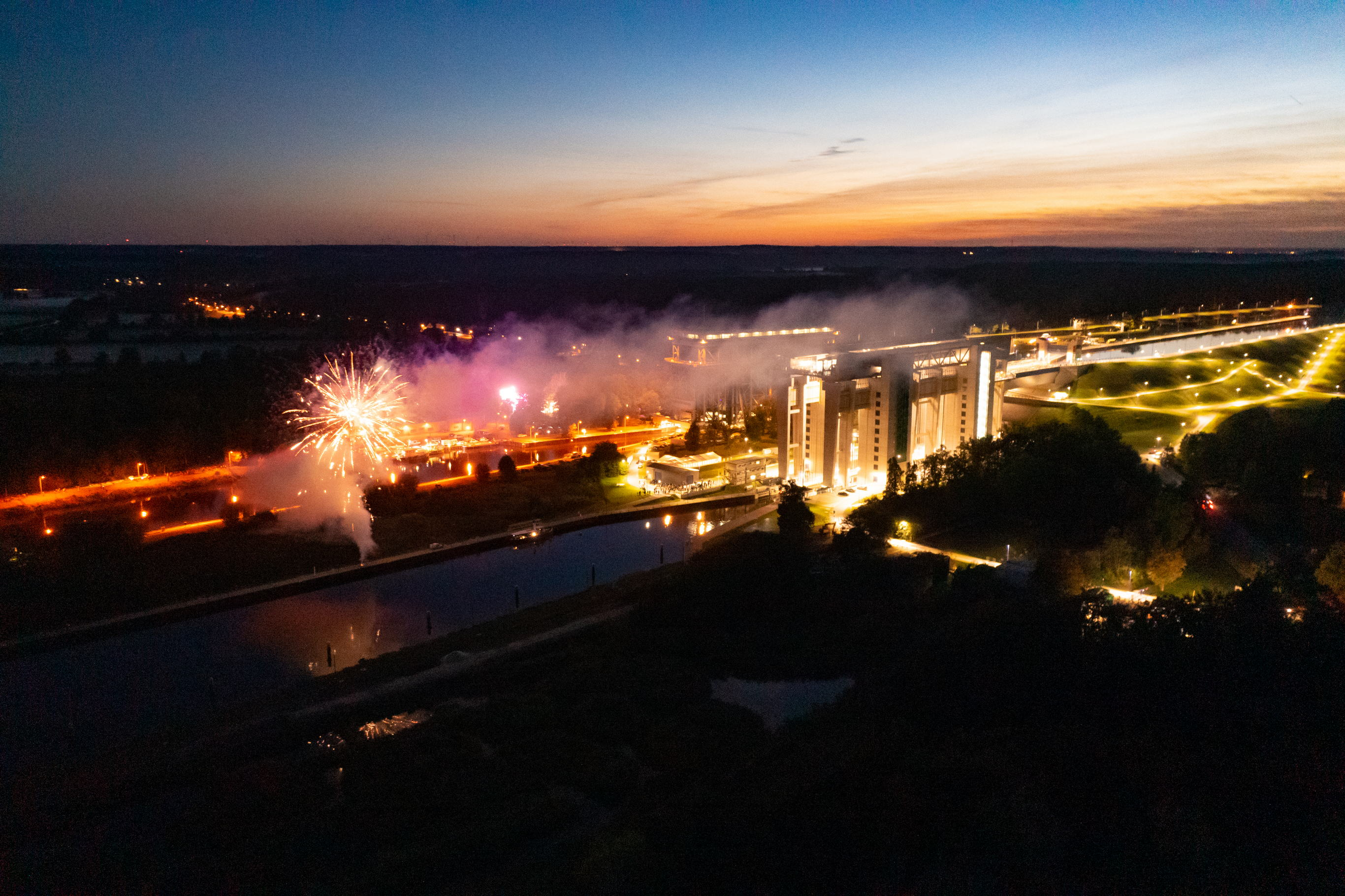
Einweihung des neuen Hebewerks am 4. Okt. 2022

Der Trog des bestehenden Hebewerks ist zu klein, um moderne Fahrzeuge mit bis zu 110 m Länge und mit mehr als 2 m Tiefgang, die inzwischen rund 4,4 Millionen Gütertonnen je Jahr in Richtung Berlin zu transportieren haben, aufzunehmen. Außerdem mehren sich am rund siebzig Jahre alten Werk   nötige Instandsetzungsarbeiten, für die der Schiffsverkehr für längere Zeit gesperrt werden muss. Aus diesen Gründen wurde 1992 der Bau eines neuen Abstieges in Niederfinow in die Bundesverkehrswegeplanung aufgenommen und 1997 der Neubau des neuen, größeren Schiffshebewerks Niederfinow Nord beschlossen.
Im Herbst 2006 begannen die Erdarbeiten zwischen dem heutigen Hebewerk und der ehemaligen Schleusentreppe. Die zweitunterste  Schleuse der Treppe wurde trotz Denkmalschutz ganz und die unterste teilweise abgerissen. Die Grundsteinlegung erfolgte am 23. März 2009 durch den damaligen Bundesverkehrsminister Wolfgang Tiefensee und Brandenburgs Ministerpräsidenten Matthias Platzeck. Der Trog hat eine Nutzlänge von 115 Metern, eine Nutzbreite von 12,5 Metern, ist 4 Meter tief (geeignet für Großmotorgüterschiffe) und wiegt gefüllt 9800 Tonnen. Die Kosten sollten sich 2008 auf 285 Millionen Euro belaufen. Die erste Durchfahrt sollte 2017 stattfinden, das alte Hebewerk aber noch bis mindestens 2025 in Betrieb bleiben. Mitte 2018 war eine Fertigstellung „eventuell 2019“ geplant, die Kosten lagen bei 300 Millionen Euro. Im Januar 2020 wurde als Termin 2021 genannt. Im Juli 2021 wurde über mögliche Kostensteigerungen in Höhe von 225 Millionen Euro berichtet. Die Inbetriebnahme erfolgte am 4. Oktober 2022.

## Sonstiges
Das Schiffshebewerk Niederfinow diente als Kulisse in Filmen – beispielsweise für den Showdown in Wim Wenders’ In weiter Ferne, so nah!. In Polizeiruf 110: Die letzte Fahrt geht Jürgen Heinrich mit einem Gütermotorschiff durch das Schiffshebewerk.
Da in der Binnenschifffahrtstraßenordnung die Bergfahrt auf der Havel-Oder-Wasserstraße als Fahrt in Richtung Oder definiert ist, ergibt sich für das Schiffshebewerk Niederfinow die sprachliche Besonderheit, dass man „zu Berg“ fährt, während sich der Trog nach unten bewegt.